# Pons Aemilius
De Pons Aemilius (Nederlands:Brug van Aemilius), tegenwoordig bekend als Ponte Rotto, is een brug uit de tweede eeuw v.Chr. in Rome.

## Brug van Aemilius en Fulvius
Oorspronkelijk stond ongeveer op deze locatie een oude houten brug, die aan het begin van de 2e eeuw v.Chr. door een overstroming van de rivier werd verwoest. In 179 v.Chr. gaven de censors Marcus Aemilius Lepidus en Marcus Fulvius Nobilior opdracht een nieuwe brug van steen te bouwen. Dit was waarschijnlijk de eerste stenen brug van de stad en hij verbond de wijk Transtiberim (het huidige Trastevere) met het Forum Boarium. De belangrijke Via Aurelia kwam over de Pons Aemilius de stad binnen. Oorspronkelijk stond de brug bekend als Pons Maximus, maar al na enige decennia werd hij alleen nog als Pons Aemilius aangeduid. Hoewel de brug naar Aemilius is vernoemd, beweert de Romeinse geschiedschrijver Livius dat alleen Fulvius opdracht gaf tot de bouw.
In eerste instantie bestond de brug alleen uit stenen pijlers met daarop een houten brugdek. Nadat dit dek in 156 v.Chr. al eens door een overstroming was verwoest lieten in de censors Scipio Africanus en Lucius Mummius 142 v.Chr. ook stenen bogen op de pijlers plaatsen.

## Herbouw door Augustus
De brug staat in een bocht van de Tiber waar de stroming erg sterk is en heeft daaronder altijd veel te lijden gehad. Aan het einde van de 1e eeuw v.Chr. was de constructie al zo verzwakt dat Augustus zich genoodzaakt zag de brug geheel te herbouwen. Hierbij kreeg de nieuwe Pons Aemilius een iets andere oriëntatie ten opzichte van de brug van Fulvius. De nieuwe brug werd gebouwd uit tufsteen en bekleed met travertijn, dat elegant werd versierd. Grote openingen boven de pijlers moesten bij hoog water de druk enigszins verminderen. De brug van Augustus had zes grote bogen en twee kleinere als oprit op de beide oevers.

Ter herinnering aan zijn restauratie liet Augustus een marmeren ereboog oprichten bij het bruggenhoofd. Hierop stond een inscriptie die melding maakte van de herbouw in 12 v.Chr. In 280, werd de Pons Aemilius opnieuw verwoest tijdens een overstroming, maar werd wederom hersteld.

## Ponte Rotto

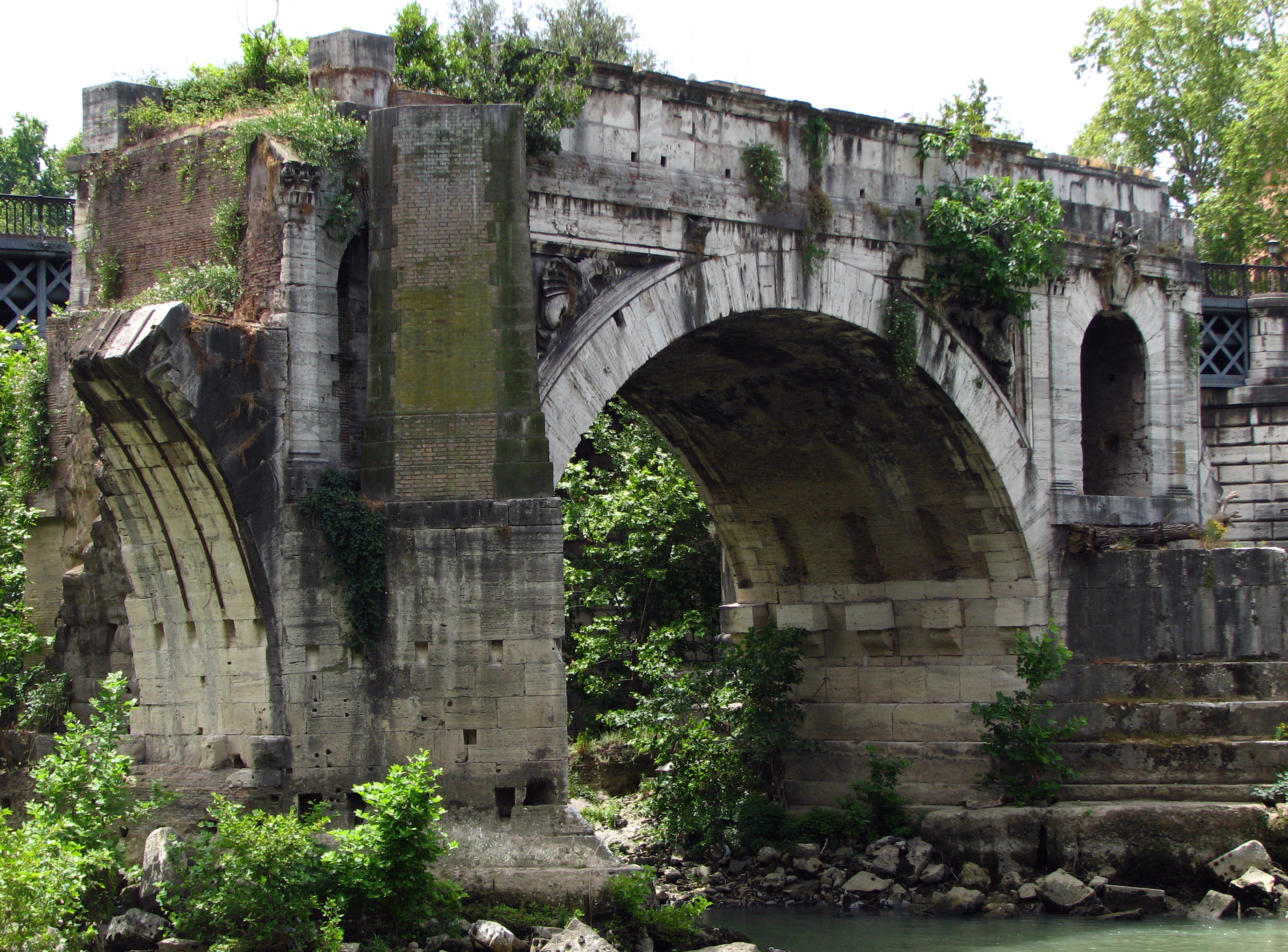
Ponte Rotto

De antieke brug werd vanaf de 9e eeuw Pons Sancte Marie, genoemd naar de kerk Santa Maria Egiziaca (oorspronkelijk de Tempel van Portunus), die bij het bruggenhoofd op de oostelijke oever stond. In 1230 werd de Pons Aemilius wederom verwoest en opnieuw in 1557. Pas 25 jaar later besloot Paus Gregorius XIII de brug weer te herbouwen. Loden pijpen werden aan de brug bevestigd, waarmee stromend water naar het steeds groter groeiende Trastevere kon worden getransporteerd.
Op kerstavond 1597 ontstond de grootste overstroming uit de geschiedenis van Rome, waarbij het water tot vijf meter boven het straatniveau rees. De Pons Aemilius raakte hierdoor zwaar beschadigd. De oostelijke helft van de brug was volledig weggespoeld, slechts drie bogen bleven gespaard. De brug werd daarna niet meer gerepareerd en bleef voor de helft in het water staan, waardoor hij zijn huidige naam "Ponte Rotto" (kapotte brug) heeft gekregen. In 1853 werd een ijzeren voetgangersbrug aan de antieke brug bevestigd, die de beide oevers weer met elkaar verbond. De oude brug bleek echter al binnen enkele jaren het gewicht van de ijzeren constructie niet meer te kunnen dragen en deze werd in 1887 weer afgebroken. Hierop werd direct naast de Pons Aemilius een nieuwe brug gebouwd, de Ponte Palatino. Voor de bouw hiervan werden de eerste twee bogen van de Pons Aemilius op de westelijke oever afgebroken. De derde boog bleef staan, vermoedelijk omdat men het gewoon niet de moeite en kosten waard vond om deze ook af te breken. Bij archeologisch onderzoek in de rivier werden de fundamenten van pijlers van de eerste brug van Fulvius weer teruggevonden, deze liggen iets noordelijker dan de brug van Augustus.

## Trivia
- Volgens de overlevering werd in 221 het dode lichaam van de gehate keizer Heliogabalus vanaf de Pons Aemilius in de rivier gegooid.
- De brug heeft door de eeuwen heen veel verschillende namen gehad. Zo stond de brug bekend als:
  - Pons Maximus, de oorspronkelijke naam
  - Pons Aemilius
  - Pons Lepidus, naar de 2e naam van Aemilius
  - Pons Lapideus, vertaald uit het Latijn als "Stenen brug", maar mogelijk gewoon een verbastering van Lepidus
  - Pons Fulvius, naar de censor die volgens Livius de brug liet bouwen
  - Pons Senatorius, naar de senatoren die de brug lieten repareren en ter gelegenheid daarvan een grote plaquette aanbrachten
  - Pons Consularis
  - Pons Palatinus, naar de nabijgelegen heuvel Palatijn
  - Pons Sancte Marie, naar een kerk in Trastevere
  - Ponte Rotto

Ponte di Castel Giubileo · Ponte Tor di Quinto · Ponte Flaminio · Ponte Milvio · Ponte Duca d'Aosta · Ponte della Musica · Ponte del Risorgimento · Ponte Giacomo Matteotti · Ponte Pietro Nenni · Ponte Regina Margherita · Ponte Cavour · Ponte Umberto I · Ponte Sant'Angelo · Ponte Vittorio Emanuele II · Ponte Principe Amedeo Savoia Aosta · Ponte Giuseppe Mazzini · Ponte Sisto · Ponte Garibaldi · Ponte Fabricio en Ponte Cestio · Ponte Rotto · Ponte Palatino · Ponte Sublicio · Ponte Testaccio · Ponte San Paolo · Ponte dell'Industria · Ponte Guglielmo Marconi · Ponte della Magliana · Ponte di Mezzocammino · Ponte Tor Boacciana